# Wopke Hoekstra
Pour les articles homonymes, voir Hoekstra.
Wopke Hoekstra (prononcé en néerlandais : [ˈʋɔpkə ˈɦukstraː]), né le 30 septembre 1975 à Bennekom, est un homme politique néerlandais, membre de l'Appel chrétien-démocrate (CDA), qu'il dirige de 2020 à 2023. Ministre des Finances (2017-2022), puis des Affaires étrangères (2022-2023), sous le Premier ministre Mark Rutte, il est nommé par ce dernier pour succéder à Frans Timmermans en tant que commissaire européen à l'Action pour le climat.

## Biographie

### Carrière professionnelle
Natif du village de Bennekom, dans la commune d'Ede, Hoekstra est diplômé de l'université de Leyde et de l'Institut européen d'administration des affaires (INSEAD). Il travaille au sein de la direction commerciale de Shell entre janvier 2002 et janvier 2005, dans les bureaux de Berlin, Hambourg et enfin Rotterdam. Chroniqueur pour le quotidien financier néerlandais Het Financieele Dagblad pendant l'année qui suit, il devient le 1er janvier 2006 associé de la société de conseil McKinsey & Company. Jusqu'en 2006, il travaillait pour Shell à Berlin, Hambourg et Rotterdam.

### Parcours politique

#### Sénateur
Il est élu sénateur à la Première Chambre des États généraux le 23 mai 2011 et prend ses fonctions quinze jours plus tard. Réélu lors des élections sénatoriales du 26 mai 2015, il axe son travail et ses interventions sur les domaines de la protection sociale, les retraites, la sécurité et la justice.
Il préside la commission programmatique de l'Appel chrétien-démocrate pour les élections législatives du 15 mars 2017.

#### Ministre des Finances
Le 26 octobre 2017, Wopke Hoekstra est nommé à 42 ans ministre des Finances dans le troisième cabinet de coalition du Premier ministre libéral-démocrate Mark Rutte.
En novembre 2018, il s'oppose publiquement au projet de budget de la zone euro proposé par le président français Emmanuel Macron, mais rappelle l'engagement des Pays-Bas dans l'achèvement de l'union bancaire et « le besoin de réformer l'eurozone ». En février 2019, il ordonne une montée au capital de l'État néerlandais au sein d'Air France-KLM afin d'égaler la part de l'État français.
Lors d'une réunion des ministres des Finances de la zone euro pour évoquer la réponse à la crise économique générée par la pandémie de Covid-19, il s'oppose à la proposition, portée notamment par l'Espagne et l'Italie, d'une mutualisation partielle des dettes publiques au niveau européen. Il demande en outre une enquête de la Commission européenne afin de déterminer pour quelles raisons ces États ne disposent pas des marges budgétaires nécessaires devant la crise sanitaire. Selon lui, ces pays auraient dû économiser davantage ces dernières années, bien qu'il se dise ouvert à une aide financière. Lors du Conseil européen du 26 mars, le Premier ministre portugais lui reproche vivement son attitude en affirmant : « Ce discours est répugnant. C'est une folie absolue et une mesquinerie totale ». De son côté, Wopke Hoekstra reçoit le soutien d'une majorité des représentants à la Seconde Chambre pour le fond de sa position, ainsi que plusieurs critiques sur la manière dont il l'exprime, qu'il juge fondées.
Il est mis en cause en janvier 2021 dans un scandale dans lequel des milliers de familles sont accusées à tort de fraude aux allocations familiales par les services de l'État. Ce scandale conduit à la démission du cabinet peu avant les élections législatives. Il est notamment reproché à Wopke Hoekstra de ne pas avoir assez fait quant aux dysfonctionnements dont il avait connaissance,.
En octobre 2021, son nom est cité dans les Pandora Papers.

#### Direction du CDA
En décembre 2020, il prend la direction du CDA, au lendemain de la démission du ministre de la Santé, du Bien-être et des Sports Hugo de Jonge. Il est investi par les cadres dirigeants du parti, qui à trois mois des élections législatives de 2021 préfèrent ne pas laisser la fonction vacante jusqu'à la tenue d'un congrès. Un congrès du parti est cependant rapidement organisé en ligne et permet de confirmer le soutien des adhérents. Wopke Hoekstra mène néanmoins une campagne ratée, qui se solde par un échec : le parti recule de quatre sièges à la Seconde Chambre et finit quatrième du scrutin.
Son parti essuie un nouvel échec lors des élections provinciales et sénatoriales de mars 2023, perdant près de la moitié de ses sièges. Wopke Hoekstra annonce en juillet 2023, après la chute du gouvernement de Mark Rutte, qu'il ne conduira pas la liste de son parti, donnée à moins de 4 % des intentions de vote, lors des législatives de novembre.
Son nom est proposé en août 2023 par la présidente de la Commission européenne, Ursula von der Leyen, pour devenir le nouveau commissaire européen à l'Action pour le climat. Ce choix, qui doit d'abord être approuvé par le Parlement européen, est critiqué en raison du manque de sensibilité de Wopke Hoekstra aux problématiques environnementales.

#### Ministre des Affaires étrangères

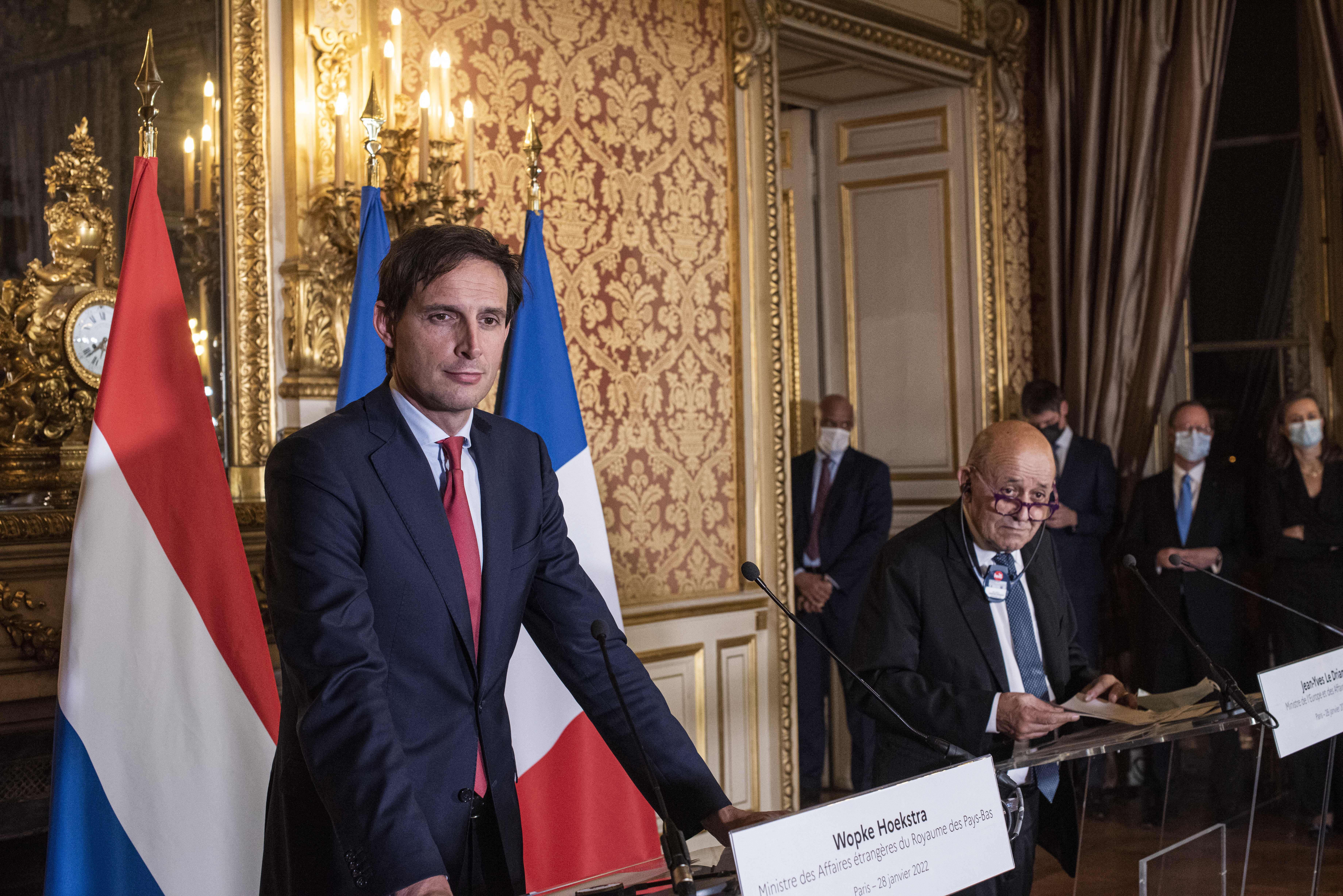
Wopke Hoekstra et son homologue français Jean-Yves Le Drian à Paris, en janvier 2022.

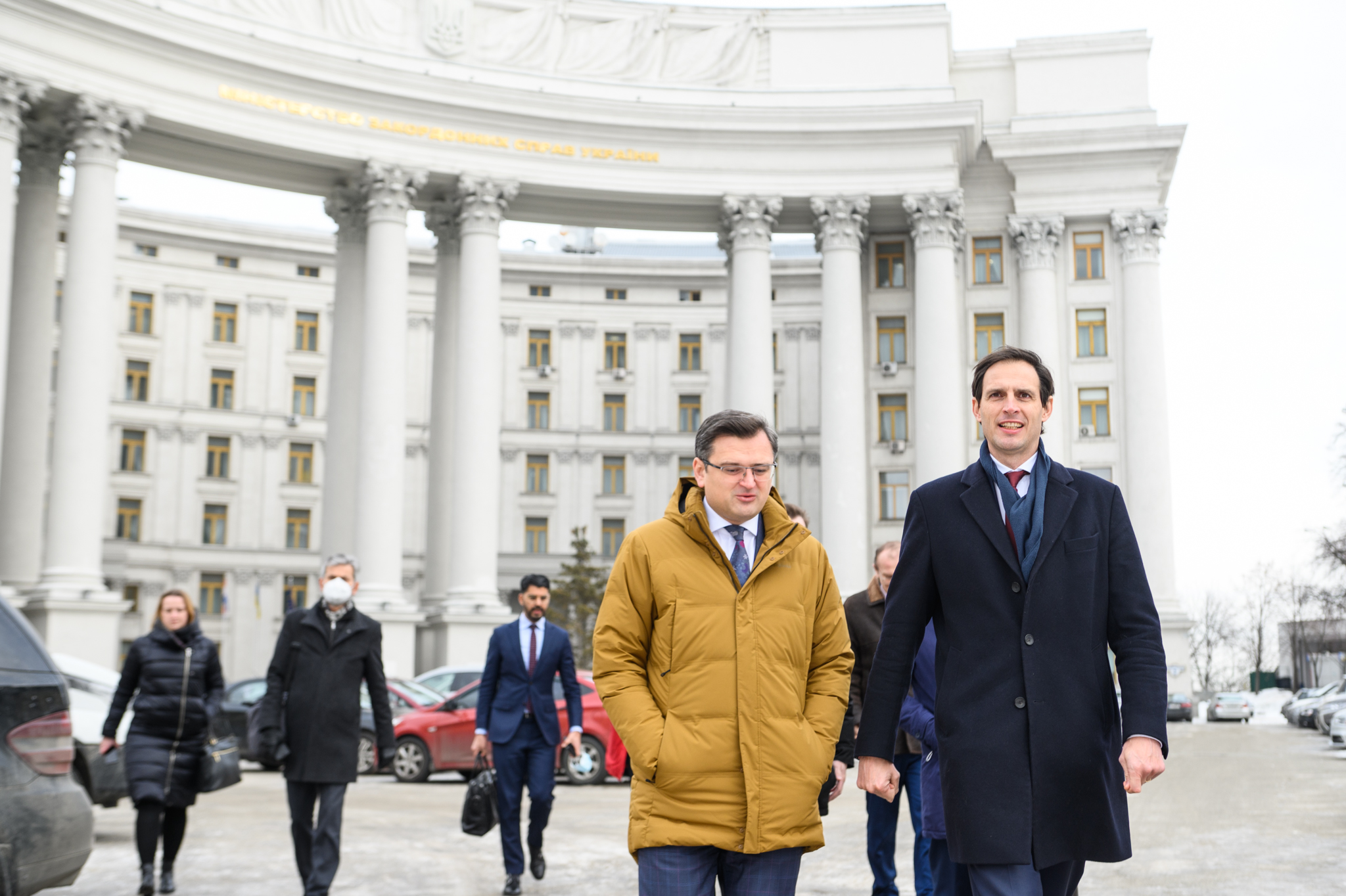
Wopke Hoekstra en Ukraine, en février 2022, au côté de Dmytro Kouleba.

Le 10 janvier 2022, Wopke Hoekstra succède à Ben Knapen au ministère des Affaires étrangères au sein du quatrième cabinet de Mark Rutte, dans lequel il est également vice-Premier ministre des Pays-Bas en sa qualité de chef de parti de coalition.
En mars 2022, peu après le début de la guerre en Ukraine, Wopke Hoekstra annonce que les Pays-Bas ordonnent l'expulsion de 17 diplomates russes qu'ils accusent d'être des espions et une « menace » pour la sécurité nationale, sur la base de rapports de l'AIVD et du MIVD.
En août 2023, il abandonne la direction du CDA et est proposé comme candidat au poste de commissaire européen pour remplacer Frans Timmermans. Il démissionne de son poste de ministre des Affaires étrangères le 1er septembre suivant.

#### Commissaire européen chargé de l'action pour le climat
Le 9 octobre 2023, le Conseil de l'Union européenne nomme Wopke Hoekstra commissaire européen chargé de l'action pour le climat pour le reste du mandat 2019-2024 de la Commission européenne.
Auditionné le 2 octobre 2023, en amont de sa nomination, par les députés européens de la Commission de l'environnement, de la santé publique et de la sécurité alimentaire, il s'est engagé à soutenir un objectif 2040 de réduction d'au moins 90 % de réduction des émissions nettes de gaz à effet de serre. Les questions liées à son passé chez Shell ou McKinsey ont été esquivées.
En décembre 2024, alors que le secteur automobile européen est en crise avec des milliers d'emplois en jeu, confronté à une faible demande, à la concurrence chinoise et à des ventes de véhicules électriques inférieures aux prévisions, Wopke Hoekstra confirme qu'il n'envisage pas de modifier les politiques européennes pour réduire les émissions de CO2 des voitures. L'Association des constructeurs européens d'automobiles (ACEA) a déclaré que l'industrie risquait potentiellement de 15 milliards d'euros d'amendes si elle ne respectait pas les objectifs de 2025, ce qui, selon elle, détournerait l'argent des investissements. Selon Hoekstra, les amendes infligées aux constructeurs automobiles pour non-respect des objectifs d'émissions de l'UE de 2020 devraient être bien moins élevées, Volkswagen risquant des pénalités supérieures à 100 millions d'euros.

### Vie privée
Il réside à Bussum, dans le sud-est de la province de Hollande-Septentrionale, avec sa femme Liselot Hoornweg et leurs quatre enfants. Il est remontrant.

## Controverse sur lesPandora Papers
Wopke Hoekstra est cité en octobre 2021 dans les Pandora Papers. Chargé de la lutte contre l'évasion fiscale, il a investi dans une société écran installée aux îles Vierges britanniques (BVI). « Jusqu'en octobre 2017, Hoekstra faisait partie d'un club d'investissement fermé qui se sert aujourd'hui encore de ce paradis fiscal de la mer des Caraïbes pour investir dans une agence de safaris en Afrique de l'Est », précise le quotidien Trouw. Il aurait revendu ses actions peu de temps avant son entrée au gouvernement.
Il assure s'être tenu à la loi en vigueur aux Pays-Bas dans ses investissements et ignorer avoir investi dans une société écran. Il affirme que son investissement de 26 500 euros dans l'« écotourisme en Afrique » lui a rapporté 4 800 euros sur douze ans et avoir fait don de la somme à « une organisation caritative néerlandaise pour la recherche scientifique sur le cancer » avant son arrivée au ministère des Finances.
Il a également investi pour une retraite complémentaire dans un fonds d'investissement basé à Guernesey, une île anglo-normande connue pour ses taux d'imposition extrêmement bas. Le fonds est affilié à son ancien employeur, McKinsey & Company.
La Seconde Chambre ne lui retire pas sa confiance, bien qu'il essuie un débat parlementaire houleux, lors duquel Edgar Mulder, représentant du Parti pour la liberté, affirme : « Soit vous êtes incompétent, soit vous êtes menteur, soit les deux ».